# Strelley
Strelley är en ort och tidgare civil parish i distriktet Broxtowe, i Storbritannien. Den ligger i grevskapet Nottinghamshire och riksdelen England, i den södra delen av landet, 180 km norr om huvudstaden London. Civil parish upphörde i april 2023 och området blev en unparished area. Denna civil parish hade 594 invånare år 2021.